# Petrovo (Guevgueliya)
Petrovo (en macédonien Петрово) est un village du sud-est de la Macédoine du Nord, situé dans la municipalité de Guevgueliya. Le village comptait 206 habitants en 2002.

## Démographie
Lors du recensement de 2002, le village comptait :
- Macédoniens : 204
- Serbes : 1
- Bosniaques : 1